# أرينيس دي مار
بلدية أرينس دي مار (بالكاتالانية: Arenys de Mar) هي إحدى بلديات مقاطعة برشلونة، والتي تقع في منطقة كاتالونيا، شرق إسبانيا.
يبلغ عدد سكانها 14.164 نسمة وفقاً لإحصائية سنة (2007).

## أعلام
- سيسك فابريغاس
- جاومي مورا
- خوسيه فرانسيس
- سيرجي غوميز